# Tai chi chuan estilo Wu
Tai Chi Chuan estilo Wu (吳氏) é o estilo de Tai Chi Chuan (Taijiquan) criado pelos mestres Wu Chuan-yü (吳全佑) (Wu Quanyou) e Wu Chien-chuan (吳鑑泉) (Wu Jianquan).
É o quarto mais antigo entre os cinco estilos familiares tradicionais de Tai Chi Chuan. Atualmente, é o segundo estilo mais popular entre os cinco.
No Ocidente, este estilo é confundido com frequência com o Tai Chi Chuan estilo Wu/Hao (武氏) criado pelo mestre Wu Yu-hsiang. Apesar de os caracteres chineses e a pronúncia dos nomes dos dois estilos serem distintas, suas transcrições para o alfabeto latino (romanização) são iguais, daí a confusão.

## Características do Tai Chi Chuan estilo Wu
Apesar de historicamente ter sua origem no Tai Chi Chuan estilo Yang, o Tai Chi Chuan estilo Wu tem uma aparência distinta para quem observa a sua prática. O estilo compartilha algumas características com o Tai Chi Chuan estilo Sun devido à longa colaboração entre o mestre Wu Chien-chuan e o mestre Sun Lutang.
O estilo Wu enfatiza a importância de se manter, durante todo o treinamento, a alinhada segundo uma linha reta que vai do topo da cabeça até o calcanhar do pé de trás. Este alinhamento tem, como objetivo, ampliar a linha de ação do praticante. A maioria dos demais estilos de Tai Chi Chuan também treina este alinhamento ocasionalmente durante a prática das formas e do Tui Shou ("empurrar as mãos"), mas não tão sistematicamente como o Tai Chi Chuan estilo Wu.
Outro aspecto significativo do treinamento do Tai Chi Chuan estilo Wu é a manutenção de 100% do peso sobre uma das pernas, "separando yin e yang". A perna que suporta 100% do peso do corpo é considerada a perna yang, já que está "cheia". A perna yin é a que não recebe nenhum peso, está "vazia".
No treinamento das formas, na prática de Tui Shou e nas formas com armas, o Tai Chi Chuan estilo Wu enfatiza posturas com os pés paralelos, como a "postura de montar a cavalo", mantendo os pés relativamente mais próximos que as formas contemporâneas de Tai Chi Chuan estilo Chen ou de Tai Chi Chuan estilo Yang.
São empregadas, com frequência, técnicas que envolvem pequenos círculos com as mãos, sem deixar de treinar técnicas com círculos grandes.
O estilo Wu também difere dos outros 4 estilos familiares de Tai Chi Chuan marcialmente por seu foco em agarramentos, deslocamentos (shuai chiao) e outras técnicas de luta no solo.
No nível de treinamento mais avançado, além das formas mais usuais de prática de Tui Shou com ataques e bloqueios, também são treinadas acrobacias, saltos, varreduras com a perna, alavancas em pontos de pressão com possibilidade de travamento e quebra de articulações.

## Mestres do Tai Chi Chuan estilo Wu
1ª Geração
Wu Chuan-yü (吳全佑) (Wu Quanyou) (1834-1902), que aprendeu Tai Chi Chuan com Yang Luchan e Yang Banhou, foi o instrutor principal entre 1870 e 1902.
2ª Geração
Seu filho mais velho, Wu Chien-chuan (吳鑑泉) (Wu Jianquan) (1870-1942), foi o instrutor principal entre 1902-1942.
3ª Geração
Seu filho mais velho, Wu Kung-i (吳公儀) (Wu Gongyi) (1900-1970), foi o instrutor principal entre 1942-1970.
3ª Geração
O irmão mais novo de Wu Kung-i, Wu Kung-tsao (吳公藻) (Wu Gongzao) (1903-1983), foi o instrutor principal entre 1970 e 1983.
3ª Geração
A irmã mais nova de Wu Kung-i, Wu Ying-hua (吳英華) (Wu Yinghua) (1907-1997), foi a instrutora principal entre 1983 e 1997.
4ª Geração
A filha de Wu Kung-i, Wu Yan-hsia (吳雁霞) (Wu Yanxia) (1930-2001), foi a instrutora principal entre 1997 e 2001.
4ª Geração
O filho de Wu Kung-tsao, Wu Ta-hsin (Wu Daxin, 吳大新, 1933-2005), foi o instrutor principal entre 2001 e 2005.
5ª Geração
Atualmente, o instrutor principal do Tai Chi Chuan estilo Wu é o filho de Wu Ta-kuei, Wu Kuang-yu (吳光宇) (Wu Guangyu), Eddie Wu, nascido em 1946.

## O Tai Chi Chuan estilo Wu no Brasil
O Tai Chi Chuan estilo Wu foi introduzido no Brasil no início da década de 1960 pelo mestre Wong Seung Kueng, um dos pioneiros no ensino da arte do Tai Chi Chuan no país.
Wong foi discípulo dos mestres Wu Ta Kei e Wu Gongyi, representantes da 4ª e da 3ª geração do estilo Wu.